# Salvia jurisicii
Salvia jurisicii är en kransblommig växtart som beskrevs av Kosanin. Salvia jurisicii ingår i släktet salvior, och familjen kransblommiga växter. Inga underarter finns listade i Catalogue of Life.